# مايكلتي ويليامسون
مايكلتي ويليامسون (بالإنجليزية: Mykelti Williamson)‏ مواليد 4 مارس 1957 في سانت لويس، ميزوري، الولايات المتحدة، هو ممثل بدأ مسيرته الفنية عام 1978. شارك في عدة أفلام منها فورست غامب أمام الممثل توم هانكس و فيلم حرارة مع ال باتشينو وروبرت دي نيرو وله عدة أدوار ثانوية أخرى

## روابط خارجية
- مايكلتي ويليامسون على موقع IMDb (الإنجليزية)
- مايكلتي ويليامسون على موقع ألو سيني (الفرنسية)
- مايكلتي ويليامسون على موقع أول موفي (الإنجليزية)
- مايكلتي ويليامسون على موقع قاعدة بيانات برودواي على الإنترنت (الإنجليزية)
- مايكلتي ويليامسون على موقع قاعدة بيانات الأفلام السويدية (السويدية)
- مايكلتي ويليامسون على موقع إن إن دي بي (الإنجليزية)
- مايكلتي ويليامسون على موقع ديسكوغز (الإنجليزية)
- مايكلتي ويليامسون على موقع قاعدة بيانات الفيلم (الإنجليزية)
- مايكلتي ويليامسون على موقع كينوبويسك (الروسية)